# Chrysopogon rubidipennis
Chrysopogon rubidipennis är en tvåvingeart som beskrevs av White 1918. Chrysopogon rubidipennis ingår i släktet Chrysopogon och familjen rovflugor. Inga underarter finns listade i Catalogue of Life.